# اوپن‌کولا (نوشیدنی)
اوپن‌کولا برندی منبع باز از کولا است که دستورالعمل ساخت آن آزادانه در دسترس عموم قرار دارد و قابل تغییر است. هر کسی می‌تواند این نوشیدنی را بسازد یا آن را تغییر داده و دستورالعمل بهبودیافته‌ای جهت تهیهٔ آن ارائه دهد. نسخه ابتدایی آن (نسخهٔ ۱٫۰) در ۸ بهمن ۱۳۷۹ (۲۷ ژانویهٔ ۲۰۰۱ (میلادی)) توسط گراد کان، کوری دکترو و جان هنسون منتشر شد و نسخهٔ کنونی آن ۱٫۱٫۳ است.
اگر چه در اصل قرار بود از این نوشیدنی به عنوان یک ابزار تبلیغاتی برای توضیح نرم‌افزارهای آزاد و منبع باز استفاده شود، ۱۵۰٬۰۰۰ قوطی از آن فروخته شد و بدین ترتیب این نوشیدنی زندگی جدیدی را برای خودش آغاز کرد. شرکت تورنتویی اوپن‌کولا که توسط آن سه نفر تأسیس شده بود، بیشتر به‌خاطر خود نوشیدنی شناخته شد تا نرم‌افزاری که آن نوشیدنی قرار بود ترویج کند. لارد براون، استراتژیست ارشد آن شرکت، این موفقیت را ناشی از بی‌اعتمادی گستردهٔ موجود نسبت به شرکت‌های بزرگ و «ماهیت اختصاصی همه چیز» می‌داند.

## فرمول طعم دهنده
فرمول طعم دهندهٔ اوپن‌کولا از این قرار است:
- ۱۰٫۰ گرم صمغ عربی خوراکی
- ۳٫۵۰ میلی لیتر روغن پرتقال
- ۳٫۰۰ میلی لیتر آب
- ۲٫۷۵ میلی لیتر روغن لیموی شیراز
- ۱٫۲۵ میلی لیتر روغن عصاره کافور چینی
- ۱٫۰۰ میلی لیتر روغن لیموترش
- ۱٫۰۰ میلی لیتر روغن جوز
- ۰٫۲۵ میلی لیتر روغن گشنیز
- ۰٫۲۵ میلی لیتر روغن نرولی
- ۰٫۲۵ میلی لیتر روغن اسطوخودوس

## فرمول کنسانتره

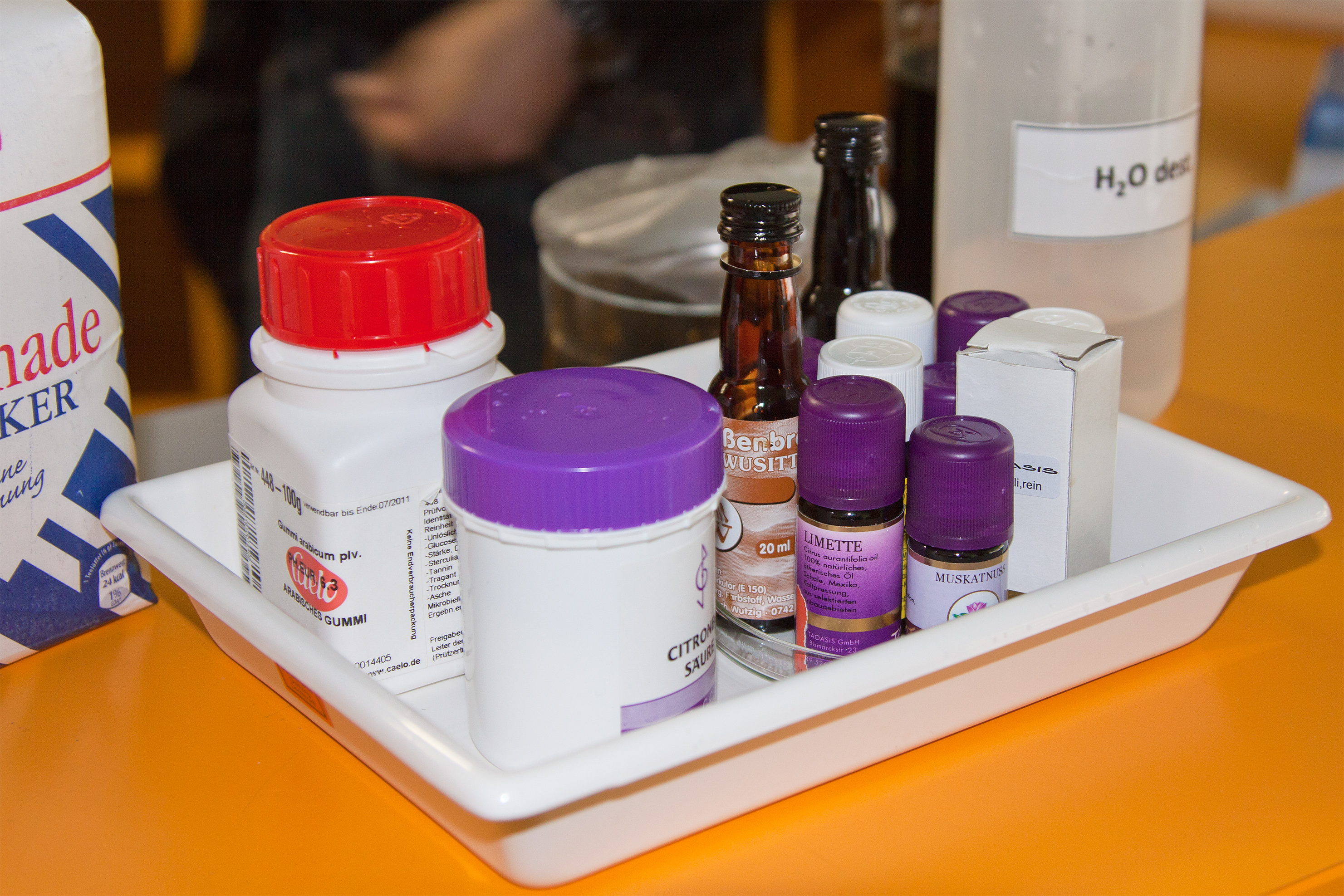
مواد تشکیل‌دهندهٔ اوپن‌کولا

- ۲٫۳۶ کیلوگرم گرانول سادهٔ شکر سفید
- ۲٫۲۸ لیتر آب
- ۳۰٫۰ میلی لیتر رنگ کارامل
- ۱۷٫۵ میلی لیتر (۳٫۵۰ قاشق چایخوری) اسید فسفریک ۷۵٪ یا اسید سیتریک
- ۱۰٫۰ میلی لیتر (۲٫۰۰ قاشق چایخوری) از فرمول طعم دهنده
- ۲٫۵۰ میلی لیتر (۰٫۵۰ قاشق چایخوری) کافئین (اختیاری)[۱][۲]

## رقیق کردن
پس از ترکیب کنسانتره طبق دستور داده‌شده (ضمن در نظر گرفتن تمام اقدامات احتیاطی)، شربت با نسبت ۱ به ۵ (ترجیحاً با سودای بدون سدیم) رقیق می‌شود تا نوشیدنی نهایی حاصل شود. از مواد تشکیل دهندهٔ فوق، پس از رقیق کردن به این شکل، در حدود ۲۴ لیتر اوپن‌کولا بدست می‌آید.
دستور کامل این نوشیدنی، شامل دستورالعمل تهیهٔ خانگی سودا از مواد اولیه آن مانند مخمر و شکر نیز می‌شود، به شکلی که بتوان کل فرایند را به صورت منبع‌باز تعریف کرد. در غیر این صورت، استفاده از محصولات تجاری سودا که در بطری یا قوطی عرضه‌می‌شوند یا ماشین آلات کربناتسازی و کپسول‌های تجاری دی‌اکسید کربن ناگزیر خواهد بود.